# Michał Mirski

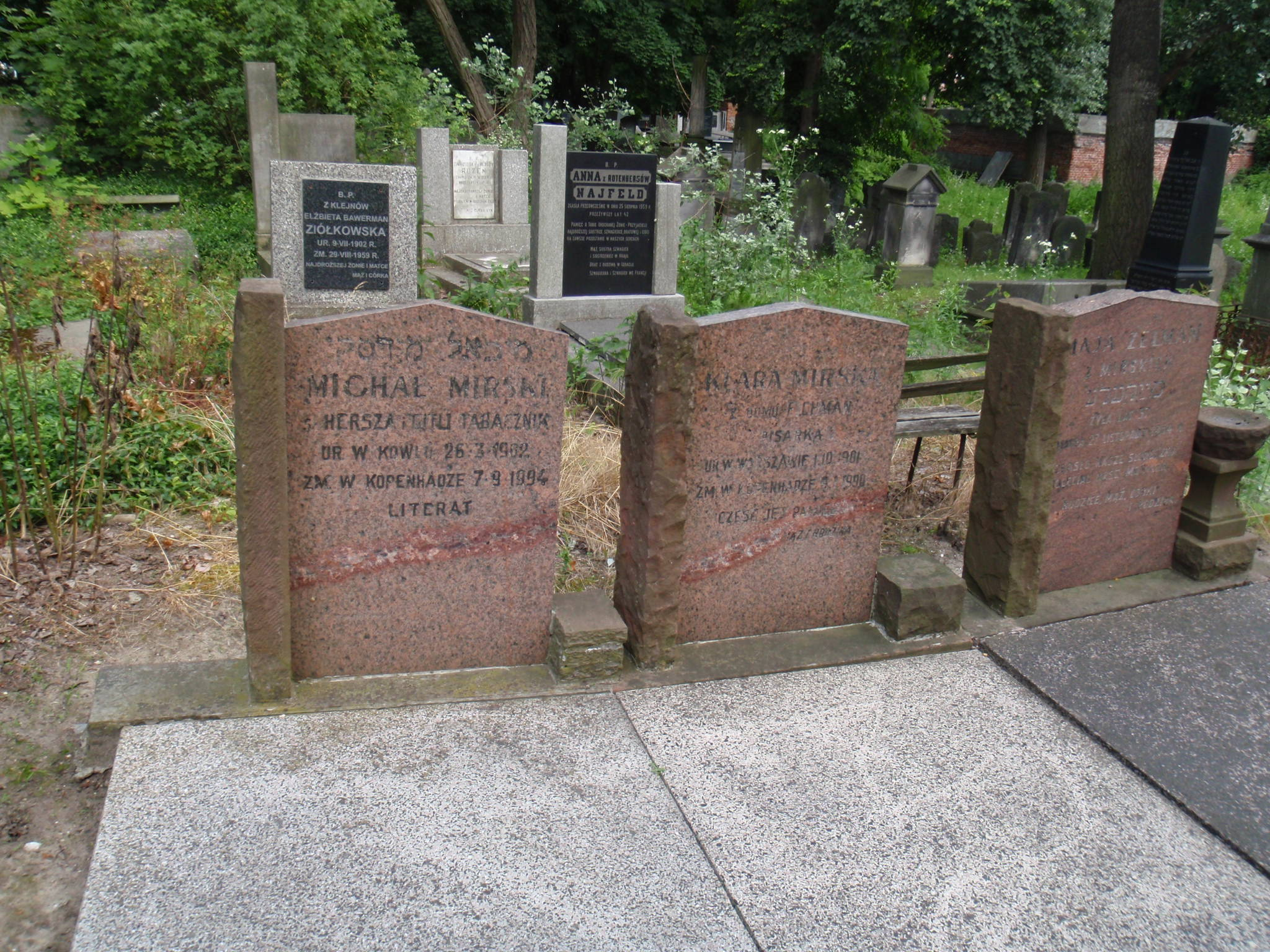
Grób Michała i Klary Mirskich na cmentarzu żydowskim w Warszawie

Michał Mirski, właściwie Mojsze Hersz Tabacznik (jid. ‏מיכאל מירסקי‎; właściwie: ‏משה הירש טאבאטשניק‎; ur. 26 marca 1902 w Kowlu, zm. 7 listopada 1994 w Kopenhadze) – polski literat, dziennikarz, publicysta, działacz komunistyczny i społeczności żydowskiej.

## Życiorys
Urodził się w Kowlu w rodzinie żydowskiej, jako syn Hersza i Gitli Tabaczników. Od 1927 działacz Komunistycznej Partii Polski. Za działalność w tej partii w latach 1936–1937 osadzony w Miejscu Odosobnienia w Berezie Kartuskiej. Był członkiem redakcji pism „Cum Kampf”, „Literarisze Tribune” i „Zyben Tog”. Przetłumaczył m.in. na język jidysz Anty-Dühring Fryderyka Engelsa.
Podczas II wojny światowej przebywał w Związku Radzieckim. W 1945 jako repatriant wrócił do Polski i rozpoczął pracę jako dziennikarz w Polskiej Agencji Prasowej. W latach 1945–1949 był przewodniczącym Wojewódzkiego Komitetu Żydowskiego w Łodzi. W latach 50. i 60. aktywny członek Towarzystwa Społeczno-Kulturalnego Żydów w Polsce oraz członek redakcji miesięcznika „Nowe Drogi”.
W 1968 po antysemickiej nagonce, będącej następstwem wydarzeń marcowych wyemigrował do Danii i osiadł w Kopenhadze, gdzie zmarł. Jest pochowany obok żony Klary (1901–1990) i córki Mai Zelman (1927–1964) na cmentarzu żydowskim przy ulicy Okopowej w Warszawie (kwatera 8).